# Otmuchów Jezioro
Otmuchów Jezioro – kolejowy przystanek osobowy w Otmuchowie, w województwie opolskim, w Polsce.
Choć formalnie przystanek leży na terenie miasta Otmuchów jest od jego centrum oddalony o 5 km, a leży w pobliżu wsi Ligota Wielka.
Od 2010 do 2018 roku na linii był prowadzony tylko ruch towarowy.
Od 2018 roku zaczęły kursować tu pociągi regionalne na początku regionalne, a potem także dalekobieżne (nie zatrzymujące się tu)

## Ruch pasażerski
W roku 2022 dobowa wymiana pasażerska na stacji wynosiła 0-9 pasażerów.